# William White
William White, född 4 april 1748 (nya stilen) död 17 juli 1836, var den förste och fjärde presiding bishop i Amerikanska Episkopalkyrkan (1789; 1795–1836) och den förste biskopen av Pennsylvania (1787–1836).